# Qualifications de la zone Asie pour la Coupe du monde de rugby à XV 2023
 (avril 2021).
Si vous disposez d'ouvrages ou d'articles de référence ou si vous connaissez des sites web de qualité traitant du thème abordé ici, merci de compléter l'article en donnant les références utiles à sa vérifiabilité et en les liant à la section « Notes et références ».
Navigation
Qualifications Coupe du monde 2019 Qualifications Coupe du monde 2027
Les qualifications de la zone Asie pour la Coupe du monde de rugby à XV 2023 permet de qualifier une équipe d'Asie pour le barrage Asie/Océanie. La qualification se déroule au travers du championnat d'Asie 2021 (division Top 3). Le vainqueur de ce barrage se qualifie pour la Coupe du monde en tant que
Le Japon étant qualifié d'office grâce à sa première place de la poule A lors de la coupe du monde 2019, il ne participe pas aux qualifications.

## Championnat d'Asie 2021
En avril 2022, la Fédération hongkongaise déclare forfait en raison de la situation sanitaire liée à la pandémie de Covid-19 à Hong Kong. Le 5 mai, Asia Rugby annonce finalement la modification de la formule du championnat en deux matchs afin de ré-inclure Hong Kong au processus : un premier match doit opposer la Corée du Sud à la Malaisie le 4 juin 2022, avant une opposition entre le vainqueur et Hong Kong le 9 juillet qui désignera l'équipe asiatique participant au barrage de qualification.
L'équipe de Hong Kong, l'emporte finalement contre la Corée du Sud et remporte ainsi l'édition 2021 du championnat d'Asie. Elle est ainsi qualifiée en tant que représentant asiatique (Asie 1) pour le barrage Asie/Océanie.
| 4 juin 2022 | Corée du Sud | 55 - 10 (22 - 3) | Malaisie                                                                                      | Namdong Asiad Rugby Stadium, Incheon Corée du Sud Arbitre : Craig Chan |
| 4 juin 2022 | Essai(s) : H. Kim (5e), Chang (25e), Jeong (28e), Choi (48e), G.Kim (58e, 64e), Shin (69e), Chae (75e) Transformation(s) : K. Kim (6e, 29e, 49e), Oh (65e, 70e, 76e) Pénalité(s) : K. Kim (12e) | Rapport          | Essai(s) : Vaga Saukuru (79e) Transformation(s) : Bin Pead (80e) Pénalité(s) : Mat Zizi (14e) | Namdong Asiad Rugby Stadium, Incheon Corée du Sud Arbitre : Craig Chan |
| 4 juin 2022 | | Rapport          |                                                                                               | Namdong Asiad Rugby Stadium, Incheon Corée du Sud Arbitre : Craig Chan |

| 9 juillet 2022 | Corée du Sud                                                                                     | 21 - 23 (0-15) | Hong Kong | Namdong Asiad Rugby Stadium, Incheon Corée du Sud Arbitre : Tasuku Kawahara |
| 9 juillet 2022 | Essai(s) : Choi (46e), G.Kim (63e) Transformation(s) : Oh (46e) Pénalité(s) : Oh (60e, 69e, 75e) | Rapport        | Essai(s) : Post (20e), Worley (36e), De Thierry (71e) Transformation(s) : Hughes (37e) Pénalité(s) : Hughes (12e), Mchneish (80e) Carton(s) jaune(s) : Worley (22e) Carton(s) rouge(s) : Higson-Smith (1re) | Namdong Asiad Rugby Stadium, Incheon Corée du Sud Arbitre : Tasuku Kawahara |
| 9 juillet 2022 |                                                                                                  | Rapport        | | Namdong Asiad Rugby Stadium, Incheon Corée du Sud Arbitre : Tasuku Kawahara |

## Barrage Asie/Océanie
Le barrage Asie/Océanie consiste en un match unique sur terrain neutre.
Le vainqueur, les Tonga, se qualifie pour la Coupe du monde en tant que Asie/Océanie 1. Le perdant, Hong Kong, est reversé dans le tournoi de repêchage.
| 23 juillet 2022 | Tonga | 44 - 22 (20 - 8) | Hong Kong | Sunshine Coast Stadium, Kawana Waters Australie Arbitre : Damon Murphy |
| 23 juillet 2022 | Essai(s) : 6 Takulua (15e, 25e, 42e), Fisi'ihoi (47e), Veainu (60e), Tuitavuki (62e) Transformation(s) : 4 Havili (16e, 27e, 61e, 63e) Pénalité(s) : 2 Havili (11e, 35e) Carton(s) jaune(s) : 1 Maile (29e) | Rapport          | Essai(s) : 3 Post (18e), Worley (77e, 80e) Transformation(s) : 2 McNeish (78e, 80e) Pénalité(s) : 1 McNeish (30e) | Sunshine Coast Stadium, Kawana Waters Australie Arbitre : Damon Murphy |
| 23 juillet 2022 | | Rapport          | | Sunshine Coast Stadium, Kawana Waters Australie Arbitre : Damon Murphy |